# استن مک‌نزی
استن مک‌نزی (انگلیسی: Stan McKenzie؛ زاده ۶ اکتبر ۱۹۴۴) یک بازیکن بسکتبال اهل ایالات متحده آمریکا است.